# Cristián Marcelo Álvarez
Cristián Marcelo Álvarez (Trenque Lauquen, 28 settembre 1992) è un calciatore argentino, centrocampista del Cúcuta Deportivo.

## Carriera
È cresciuto nelle giovanili del Boca Juniors, club con cui ha esordito nella massima serie argentina nel 2012. In seguito ha militato in varie squadre della massima serie cilena, colombiana, peruviana e boliviana.

## Statistiche

### Presenze e reti nei club
Statistiche aggiornate al 14 novembre 2021.
| Stagione                | Squadra                 | Campionato              | Campionato | Campionato | Coppe nazionali | Coppe nazionali | Coppe nazionali | Coppe continentali | Coppe continentali | Coppe continentali | Altre coppe | Altre coppe | Altre coppe | Totale | Totale |
| Stagione                | Squadra                 | Comp                    | Pres       | Reti       | Comp            | Pres            | Reti            | Comp               | Pres               | Reti               | Comp        | Pres        | Reti        | Pres   | Reti   |
| ----------------------- | ----------------------- | ----------------------- | ---------- | ---------- | --------------- | --------------- | --------------- | ------------------ | ------------------ | ------------------ | ----------- | ----------- | ----------- | ------ | ------ |
| mag.-ago. 2012          | Boca Juniors            | PD                      | 2          | 0          | CA              | 2               | 0               |                    | -                  | -                  |             | -           | -           | 4      | 0      |
| 2012-2013               | Boca Juniors            | PD                      | 3          | 0          |                 | -               | -               |                    | -                  | -                  |             | -           | -           | 3      | 0      |
| Totale Boca Juniors     | Totale Boca Juniors     | Totale Boca Juniors     | 5          | 0          |                 | 2               | 0               |                    | -                  | -                  |             | -           | -           | 7      | 0      |
| 2013-2014               | All Boys                | PD                      | 10         | 0          |                 | -               | -               |                    | -                  | -                  |             | -           | -           | 10     | 0      |
| 2014-2015               | Dep. Antofagasta        | PD                      | 16         | 0          | CC              | 4               | 1               |                    | -                  | -                  |             | -           | -           | 20     | 1      |
| 2015-2016               | Palestino               | PD                      | 3          | 0          |                 | -               | -               |                    | -                  | -                  |             | -           | -           | 3      | 0      |
| 2017                    | Cúcuta Deportivo        | A                       | 34         | 10         | CC              | 4               | 2               |                    | -                  | -                  |             | -           | -           | 38     | 12     |
| 2018                    | Cúcuta Deportivo        | A                       | 4          | 2          |                 | -               | -               |                    | -                  | -                  |             | -           | -           | 4      | 2      |
| Totale Cúcuta Deportivo | Totale Cúcuta Deportivo | Totale Cúcuta Deportivo | 38         | 12         |                 | 4               | 2               |                    | -                  | -                  |             | -           | -           | 42     | 14     |
| 2018-2019               | Villa Dálmine           | PBN                     | 9          | 1          |                 | -               | -               |                    | -                  | -                  |             | -           | -           | 9      | 1      |
| 2019                    | América de Cali         | A                       | 27         | 3          | CC              | 4               | 0               |                    | -                  | -                  |             | -           | -           | 31     | 3      |
| 2020                    | Deportivo Pasto         | A                       | 14         | 2          | CC              | 1               | 1               | CS                 | 2                  | 0                  |             | -           | -           | 17     | 3      |
| 2021                    | Dep. Binacional         | L1                      | 9          | 0          |                 | -               | -               |                    | -                  | -                  |             | -           | -           | 9      | 0      |
| 2021                    | Nacional Potosí         | PD                      | 17         | 4          |                 | -               | -               |                    | -                  | -                  |             | -           | -           | 17     | 4      |
| Totale carriera         | Totale carriera         | Totale carriera         | 148        | 22         |                 | 15              | 4               |                    | 2                  | 0                  |             | -           | -           | 165    | 26     |

## Palmarès

### Club

#### Competizioni nazionali
- Copa Argentina: 1

Boca Juniors: 2011-2012
- Campionato colombiano: 1

América de Cali: 2019-II